# Гисгон (сын Гамилькара I)
Гисгон (V век до н. э.) — знатный карфагенянин.

## Биография
Гисгон принадлежал к правящему пунийскому роду Магонидов. Его отцом был Гамилькар I, возглавлявший карфагенскую армию во время битвы с сицилийскими греками при Гимере, произошедшей в 480 году до н. э.
Если на рубеже VI и V веков до н. э. военные кампании карфагенян в Африке складывались для них неудачно, то после 480 года до н. э., а, по всей видимости, около 475—450 годов до н. э., ситуация изменилась. По свидетельству Юстина, эти перемены связаны с именами внуков Магона I, в том числе Гисгона, правивших совместно. В результате успешных действий пунийцы смогли добиться прекращения поставки дани ливийцам и нумидийцам и создали карфагенскую хору.
Однако впоследствии «семья полководцев стала тяжела для свободы». По мнению некоторых антиковедов, Магониды потеряли власть в начале IV века до н. э., но российский учёный Ю. Б. Циркин, ссылаясь на свидетельства древних авторов, относит эти события к середине V века до н. э. Гисгон был изгнан и нашёл убежище в сицилийском городе Селинунте (в 480 году до н. э. поддержавшем Гамилькара I). По замечанию Ю. Б. Циркина, поводом для этого могло послужить воспоминание о поражении отца Гисгона при Гимере. И возможно, что к тому времени из всех внуков Магона I в живых оставался только Гисгон. Однако французские исследователи Ж. Пикар и К. Пикар полагают, что на судьбу Гисгона повлияла «переориентация политики, вероятно, вызвавшая раздоры в семье Магонидов».
Сыном Гисгона был Ганнибал, видимо, вместе с отцом удалённый в изгнание, а впоследствии возвращённый в Карфаген и поставленный во главе армии для очередной войны с сицилийскими греками.